# Charlotte Corday d'Armont
Marie Anne Charlotte Corday d'Armont (Ligneries (Écorches), 27 juli 1768 – Parijs, 17 juli 1793) was een jonge aristocrate die op 13 juli 1793 revolutionair, politicus en journalist Jean-Paul Marat in zijn bad vermoordde.

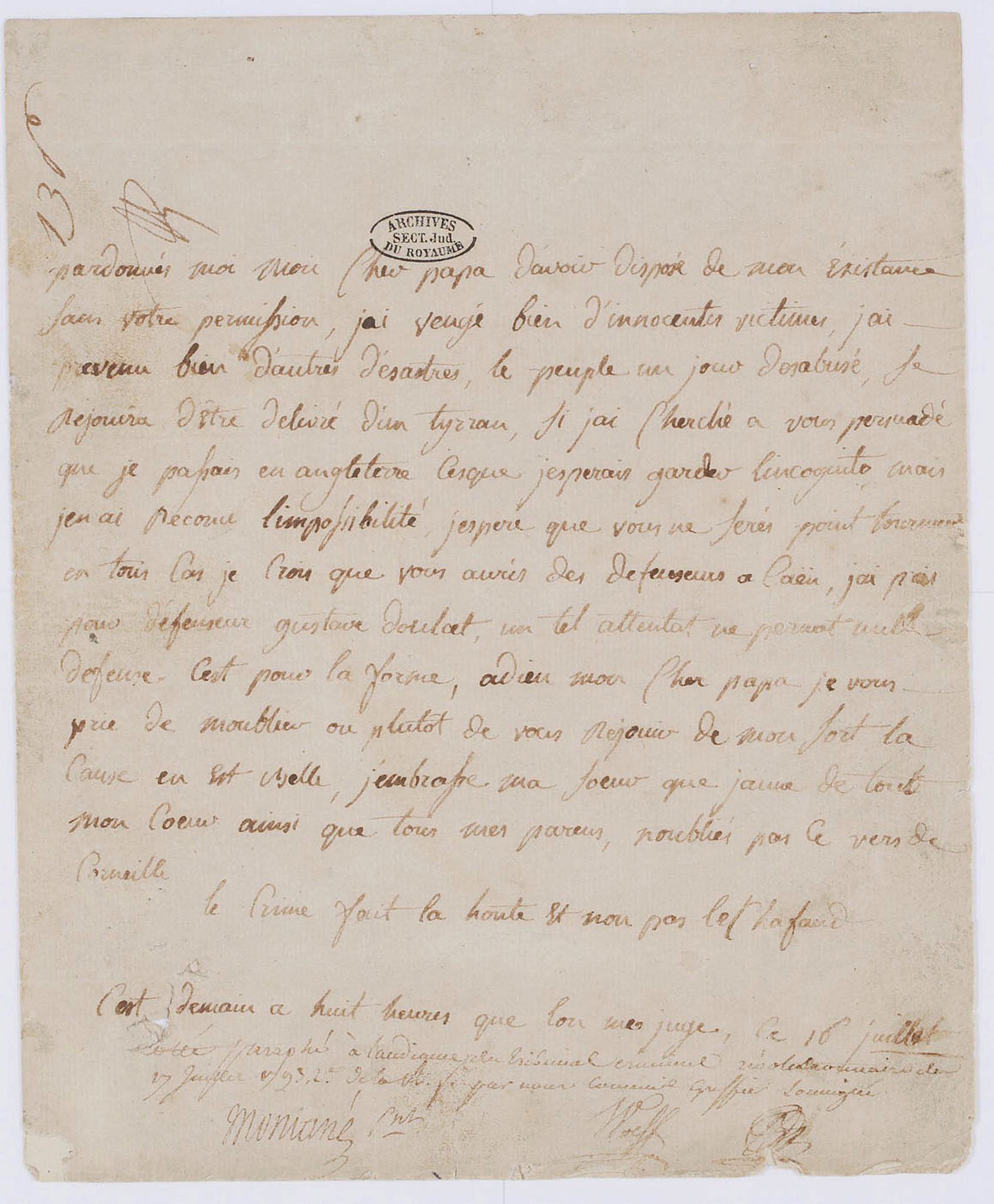
Afscheidsbrief van Corday aan haar vader

## Daad
Corday was zelf revolutionair gezind en een enthousiast aanhanger van de factie van de girondijnen. Marat maakte deel uit van een radicale factie van de jakobijnen. Onder meer vanwege zijn opzwepende retoriek werd hij door sommigen medeverantwoordelijk gehouden voor de Septembermoorden (1792). Dit beangstigde Corday en zij besloot hem te doden in het geloof dat dit erger zou voorkomen. Ze ging naar zijn huis en werd binnengelaten. Marat was op dat moment zijn tijdschrift L'Ami du Peuple aan het redigeren in bad. Terwijl hij de namen van contrarevolutionairen opschreef die ze hem dicteerde, stak ze een keukenmes in zijn borst. Tijdens de rechtszaak die volgde op de moord verklaarde zij: 'Ik heb één man omgebracht om er 100.000 te redden.' Vier dagen na Marats dood werd zij geëxecuteerd met de guillotine. 

## In de kunst
De aanslag van Corday inspireerde schilders tot ver in de 20e eeuw. De eerste was Jacques-Louis David (1748-1825), zelf een medestander van de jakobijnen, met zijn schilderij De dood van Marat. De Nederlands-Franse schilder Ary Scheffer maakte op zijn beurt omstreeks 1830 het schilderij De arrestatie van de Charlotte Corday dat in het Musée des Beaux Arts in Grenoble hangt. 
De evaluatie van Corday was onderhevig aan de manier waarop opeenvolgende regeringen de daad konden gebruiken in hun propaganda. Doorheen de rest van het jakobijnse tijdperk werd Marat vereerd als een martelaar. Met de Thermidoriaanse Reactie (vanaf 1794) kreeg Cordays naam juist een positieve bijklank omdat ze het land van een despoot bevrijd zou hebben. Deze visie wordt weergegeven in het schilderij Charlotte Corday van Paul-Jacques-Aimé Baudry (1828-1886). Corday wordt daarop afgebeeld als een nationale heldin van Frankrijk, zoals de landkaart achter haar moet symboliseren.
| - Moord en arrestatie - David, 1793: Corday afwezig. De brief is een gefictionaliseerde versie van wat Corday gezegd zou kunnen hebben tijdens de aanslag - Baudry, 1860: Davids versie 90° gedraaid - Jules Aviat, 1880 - Weerts, ca. 1882 - Ary Scheffer, 1830: arrestatie                                                                               |
| - Andere scènes - Mélina Thomas, 1836: Corday tijdens haar ondervraging - Arturo Michelena, 1889: Corday verlaat haar cel. De schilder is klaar en de cipier steekt een pijp op. - Julian Story, 1882: Corday in het rode kleed van de moordenaars - Monvoisin, vóór 1870: in gevangenschap - Fleury, vóór 1912: moordbesluit, lezend in Parallelle Levens |
Peter Benoit componeerde in 1876 een opera over de moord van Corday.

## Trivia
Na haar executie onder de guillotine zouden op het gelaat van Corday nog tekenen van leven zijn bespeurd. Deze anekdotische waarneming voedde het omstreden vermoeden dat een van de romp gescheiden hoofd nog enige tijd zou "leven".

## Voetnoten
1. ↑  Can a Severed Head Live On?. Gearchiveerd op 30 januari 2023.
2. ↑  Charlotte Corday, 17th July 1793
3. ↑  The Guillotine - Living heads
4. ↑  Top 10 Myths About the Brain - 5. Your Brain Stays Active After You Get Decapitated. Gearchiveerd op 5 augustus 2020.
5. ↑  Losing One’s Head: A Frustrating Search for the ‘Truth’ about Decapitation

- Biblioteca Nacional de España: XX894293
- Bibliothèque nationale de France: cb121370091 (data)
- Catàleg d'autoritats de noms i títols de Catalunya: 981058614895906706
- Gemeinsame Normdatei: 118676881
- International Standard Name Identifier: 0000 0001 1070 6726
- Library of Congress Control Number: n81086419
- Bibliotheek van het Japanse parlement: 00620526
- Nationale Bibliotheek van Tsjechië: jx20111221005
- Nationale Bibliotheek van Israël: 987007260136905171
- Nationale Bibliotheek van Polen: a0000002937709
- Nederlandse Thesaurus van Auteursnamen: 11136762X
- LIBRIS: 250410
- SNAC: w6g172v6
- Système universitaire de documentation: 029825369
- Union List of Artist Names: 500354590
- Virtual International Authority File: 73889465
- WorldCat: E39PBJfcPTtbXcX866xkDbymVC